# دانش دامنه
دانش دامنه دانش یک رشته خاص و تخصصی است. این اصطلاح اغلب برای اشاره به یک رشته عمومی‌تر استفاده می‌شود - به عنوان نمونه مثلا مهندس نرم افزاری که دانش عمومی برنامه نویسی کامپیوتر را در کنار دانش دامنه ای توسعه نرم افزار داراست. افراد با دانش دامنه اغلب به عنوان متخصص موضوعی در زمینه کاری خود در نظر گرفته میشوند.

## تسخیر دانش
در مهندسی نرم افزار ، دانش دامنه ، دانشیست پیرامون محیطی که سیستم هدف در آن عمل می کند، به عنوان مثال، عوامل نرم افزار . دانش دامنه معمولاً باید به‌جای توسعه دهندگان نرم افزار توسط کاربران نرم افزار  فرا گرفته شود. 

## ادبیات
- Hjørland, B. & Albrechtsen, H. (1995). به سوی افق جدیدی در علم اطلاعات: تجزیه و تحلیل دامنه. مجله انجمن آمریکایی علوم اطلاعات ، 1995، 46(6)، ص. 400-425.

## همچنین ببینید
- حوزه گفتمان
- مهندسی دانش
- متخصص موضوع
- هوش مصنوعی